# Elcaná

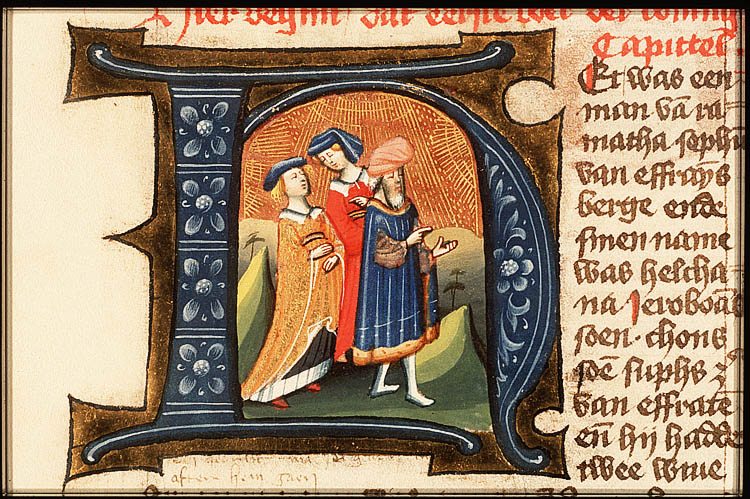
Manuscrito ilustrado con la imagen de Elcaná y sus dos mujeres, c.1430

Elcaná o Elcana (en hebreo: אֱלְקָנָה‎ Elqanah ""Dios ha redimido [provisto, obtenido, poseído]") fue, según el Libro de Samuel, el marido de Ana y padre de sus hijos, incluyendo al primero, Samuel. 
Elcaná practicaba la poligamia; su otra mujer, a la que favorecía menos, pero que le había dado más hijos, se llamaba Penina. Los nombres de los demás hijos de Elcaná no se mencionan en la Biblia. Elcaná desempeña un papel menor en el relato bíblico y más bien acompaña a personajes como Elí, Ana y Samuel.
Según su ascendencia Elcaná es de la tribu de Efraím; sin embargo, el Libro de las Crónicas afirma que era levita.

## Linaje
Elcaná desciende de Kohath y de Leví, lo que lo hace un levita.
- Jacob (Israel)
  - Rubén
  - Simeón
  - Leví

-   - Gersón
  - Coat

- -     -       - Amram
      - Izar

-   -     -       - Coré

-   -     -       - Ebiasaf

- -     -       -         -           -             - Asir

-   -     -       -         -           -             - Tahat

-   -     -       -         -           -             - Sofonías

-   -     -       -         -           -             - Azarías

- -     -       -         -           -             -               -                 -                   -                     - Joel

-   -     -       -         -           -             -               -                 -                   -                     - Elcaná

-   -     -       -         -           -             -               -                 -                   -                     - Amasai

-   -     -       -         -           -             -               -                 -                   -                     - Mahat

-   -     -       -         -           -             -               -                 -                   -                     - Elcaná

-   -     -       -         -           -             -               -                 -                   -                     - Suf

-   -     -       -         -           -             -               -                 -                   -                     - Tohu

-   -     -       -         -           -             -               -                 -                   -                     - Elihú/Eliel

-   -     -       -         -           -             -               -                 -                   -                     - Jeroham

-   -     -       -         -           -             -               -                 -                   -                     - Elcaná

-   -     -       - Nefeg
      - Zicri

- -     -       - Hebrón
      - Uziel

-   - Merari

- - Judá
  - Dan
  - Neftalí
  - Gad
  - Aser
  - Isacar
  - Zabulón
  - Dina
  - José
  - Benjamín

## Talmud
El Talmud lo incluye entre los profetas, al igual que a su mujer y a su hijo.